# Marta Palau Bosch
Marta Palau i Bosch (Albesa, España, 17 de julio de 1934 - Ciudad de México, México, 12 de agosto de 2022) fue una artista plástica española nacionalizada mexicana. Fue una de las primeras artistas visuales en México en hacer explícitas ciertas preocupaciones en torno a la mujer en la década de los setenta, en especial con su serie de tapices Ilerda y posteriormente con sus esculturas en torno a la Nahualli. Ha trabajado el grabado, la pintura, la escultura y sobre todo el tapiz definiéndose por un profundo arraigo a los materiales. Asimismo, ha organizado y gestionado diversos eventos artísticos.

## Semblanza biográfica
Hija de padres exiliados durante el franquismo, comenzó a vivir en México desde 1940. Realizó sus estudios de 1955 a 1965 en "La Esmeralda", escuela de pintura y escultura del Instituto Nacional de Bellas Artes (INBA) en la Ciudad de México. Tuvo como maestro de grabado al colombiano Guillermo Silva Santamaría en la Ciudadela de la misma ciudad. Viajó a California y Barcelona para especializarse en la técnica del tapiz. En la San Diego State University fue alumna de Paul Lingren y en Barcelona fue discípula de Josep Grau-Garriga.
En 1968 fue miembro fundador del Salón Independiente, un proyecto artístico organizado colectivamente como contestación en contra de la convocatoria del INBA a la "Exposición Solar", que mostraría las tendencias del arte actual en México como evento paralelo a los juegos olímpicos, en el contexto de la represión del movimiento estudiantil mexicano de ese año. Algunos de los artistas involucrados fueron Helen Escobedo, Lilia Carrillo, Gilberto Aceves Navarro, Kazuya Sakai, Manuel Felguérez, Vicente Rojo, Fernando García Ponce, Brian Nissen y Arnaldo Coen, entre otros. 
La artista mostró una serie de pinturas en el Segundo Salón Independiente en 1969 y en el siguiente año realizó una ambientación, ambas se exhibieron en el Museo Universitario de Ciencias y Arte en la Universidad Nacional Autónoma de México. Asimismo, Palau formó parte de la renuncia masiva del mismo en 1971, tras la cual el salón se disolvió.
De 1973 a 1976, fue coordinadora del Centro de Arte Moderno en la ciudad de Guadalajara, Jalisco. 
A principios de la década de 1980 desarrolló un taller experimental en La Habana.
En 1981, presentó un homenaje a Lázaro Cárdenas del Río, en Jiquilpan, como agradecimiento al trabajo realizado por el presidente de acoger refugiados del bando republicano en México tras la guerra civil española. Algunas de sus obras más vinculadas a su biografía fueron las serigrafías exhibidas ahí. En sus propias palabras relata este aspecto de su vida: 

No fui consciente de lo que Lázaro Cárdenas había hecho, por mis padres y por muchos otros republicanos españoles, hasta años después de mi llegada a México. No fui consciente de lo que significaba vivir en el exilio lejos de una patria donde la justicia había sido pisoteada y arrastrada por el fascismo. Yo era demasiado pequeña cuando llegué a México para darme cuenta del dolor que representaba todo esto. Supe más tarde que Lázaro Cárdenas era el hombre que había dado una segunda patria y una nueva nacionalidad a los refugiados españoles. A mí me dio la única que he tenido siempre, pues la otra, la española, la había perdido antes de ganarla.
Rita Eder, Marta Palau. La intuición y la técnica. 

Ha presentado sus exposiciones en diversas partes de la república mexicana, incluyendo el Palacio de Bellas Artes. En este último ha expuesto en tres ocasiones: La primera en 1974, Del tapiz a la escultura; posteriormente en 1985, Mis caminos son terrestres y por último en 2012, Tránsitos de naualli. Asimismo ha tenido una presencia importante en Estados Unidos, España y varios países de América Latina.
Desde 1982 organizó el Salón Michoacano del Textil en Miniatura con el apoyo del gobernador Cuauhtémoc Cárdenas Solórzano.
En 1996 organizó el primer Salón Internacional de Estandartes, que en sus palabras “surge para introducir en circuitos internacionales a los artistas de Baja California, representantes del vigoroso movimiento cultural que se ha manifestado en nuestra frontera durante los últimos diez años." El Salón ha tenido tres ediciones: ES 96, ES 97, ES 98; posteriormente se convirtió en Bienal: ES 2000, ES 2002, ES 2004 y ES 2006. Palau fue quien impulsó esta recuperación del estandarte como técnica para abordar las problemáticas específicas de la frontera. Además, el formato del estandarte con la peculiar museografía requerida para el Centro Cultural Tijuana impuso a los artistas nuevas posibilidades y retos técnicos. Emilio Carballido comenta: “A la inventora de todo, Marta Palau, al Centro Cultural Tijuana, les ha tocado hacer algo nuevo. Eso les debe ahora el arte del mundo. Y por supuesto el arte de México."
En 1998 Palau dirigió y concibió una ambiciosa exposición en el Museo de la Ciudad de México, titulada Cinco continentes y una ciudad. Salón Internacional de Pintura,  para la cual invitó a un curador de cada continente. Ésta tuvo su segunda edición en 2015.
Palau es miembro del consejo consultivo del Museo de Mujeres Artistas Mexicanas (MUMA) desde su formación en 2008, junto con artistas y estudiosas del arte como Ana Quiroz, Karen Cordero, Grace Quintanilla y Mónica Mayer. La misión de dicho museo es hacer la memoria de las mujeres mexicanas en las artes visuales del siglo XX.
En 2010, fue ganadora del Premio Nacional de Ciencias y Artes en el área de Bellas Artes. Reside parte de su tiempo en Tijuana y la otra parte en la Ciudad de México.

## Técnicas y materiales predilectos

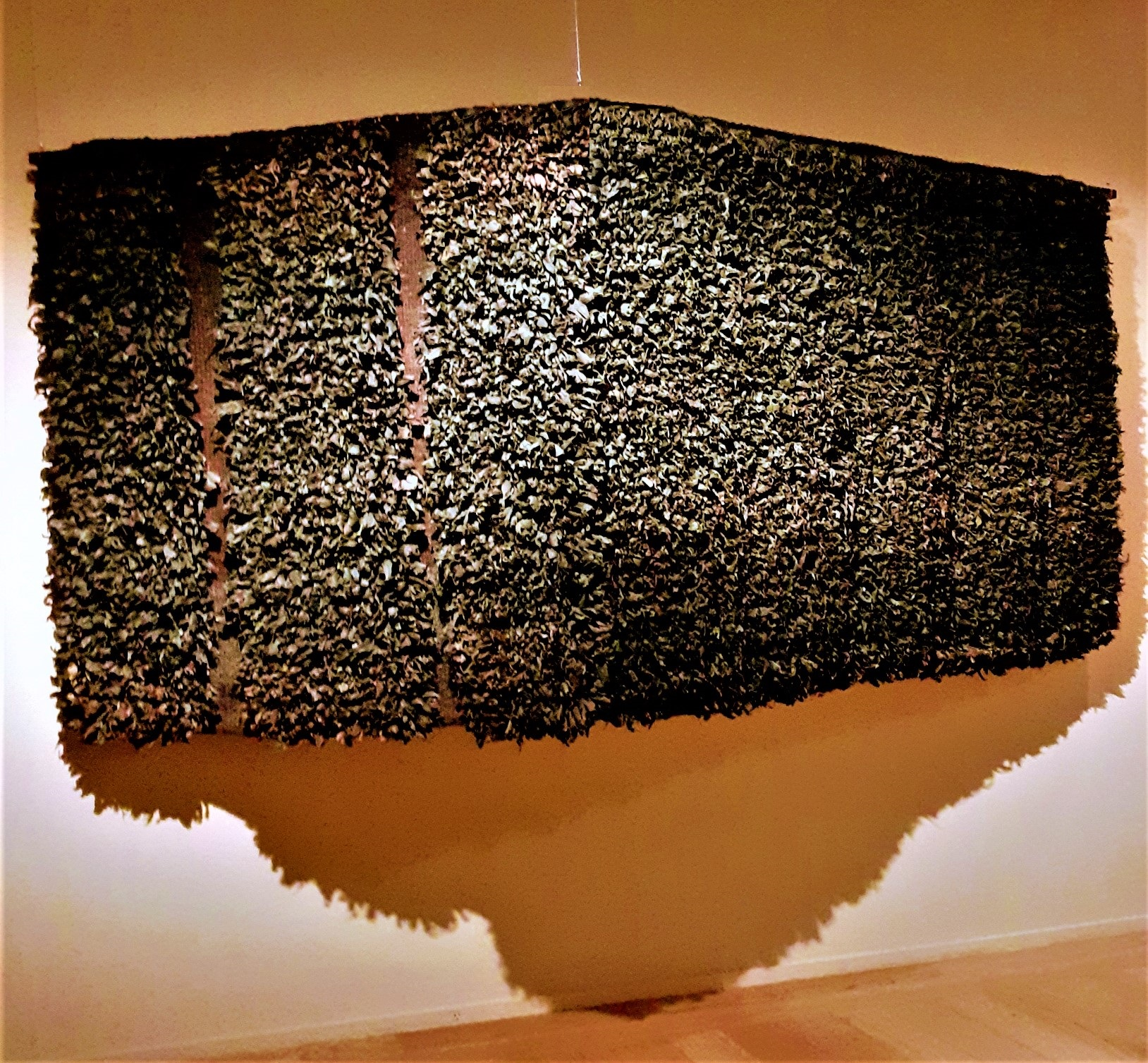
"Mis caminos son terrestres" tapiz díptico de Marta Palau en henequén y hojas de maíz, 1985.

Adicionalmente a la tapicería, ha incursionado en la pintura, el grabado y la cerámica. Para realizar sus obras utiliza elementos del land art, del arte povera, del expresionismo abstracto y del arte popular. Algunas de sus obras reflejan su interés por la pintura rupestre de Baja California. En la técnica de los tapices utiliza fibras vegetales mexicanas, y papel amate para algunas de sus pinturas.
La exploración de la tapicería cumple un papel importante en su trabajo. Después de haber desarrollado la técnica del grabado, en la década de los sesenta comenzó a trabajar con tejidos, recurriendo inicialmente al sarape. Según Raquel Tibol, en aquellos años se hicieron presentes muchos artistas interesados en los tejidos, lo cual incitó a Palau a viajar a Barcelona, donde conoció a Grau Garriga y asimiló su estilo. La revalorización del tapiz estuvo vinculada a una reconsideración de la división entre el artista y el artesano; cuando el primero recurre a una técnica relegada a las “artes menores” recupera su condición de trabajador manual.
Para Raquel Tibol los valores de sus obras tejidas con henequén, lana o telas sintéticas pertenecen más bien a los de la escultura: 

Desdice continuamente el plano. (…) Se acerca en cambio, en más de un sentido, a los valores de la escultura. A veces se trata, muy obviamente, de formas exentas, volumétricas, apacibles en todo su derredor; pero aun cuando se contienen en los límites de un rectángulo y requieren una visión frontal, no se mantienen en un plano solo, sino que presentan volúmenes que avanzan y retroceden: un espacio real –no virtual- está siempre presente como elemento indisociable de sus obras. Como está también presente, siempre, una calidad táctil –por lo tanto: otra vez escultura-. La rudeza o fineza de las fibras, la introducción de elementos no textiles que agreden su primera condición de trabajos tejidos, la presencia de huecos que permiten la penetración del espacio: obras que no basta mirar, que piden ser sentidas, tocadas.
Raquel Tibol, "Los tejidos multidimensionales de Marta Palau", Del tapiz a la escultura.

Muchos críticos han coincidido en que existe una exaltación de la sensualidad como valor plástico en sus tapices. Sus preceptos de trabajo coinciden con el informalismo catalán, movimiento que a finales de la década de los cincuenta estaba en auge: cree en la impronta del temperamento y en la sabiduría de los instintos como parte del lenguaje plástico. Sin embargo esto lo utiliza para desarrollar ideas alrededor de temas específicos, como en Los Sellos de la España Sellada, de 1976, donde aborda la censura y la represión de la dictadura franquista.
La obra con la que participó por segunda vez en el Salón Independiente en 1970, Ambientación Alquímica, es una de sus piezas más conocidas y actualmente forma parte del acervo del MUAC. Se trata de una estructura penetrable de paredes de madera y formas geométricas hechas a base de cartón y papel periódico, con números pintados y sílabas que forman la palabra “Tetragrámaton”. En ella se colocaba al espectador como un elemento activo y lúdico en la obra, algo que apenas comenzaba a explorarse en ese tiempo.
Sus obras más recientes consisten en ambientaciones y tapices realizadas con materiales naturales como fibras de coco y hojas de maíz teñidas de colores. El conjunto de piezas titulada Mis caminos son Terrestres ha sido interpretado por Rita Eder como el planteamiento de una identidad entre la estructura mítica y la estructura del arte.
Palau también ha sido escenógrafa en numerosas ocasiones de teatro y de danza. Ha trabajado en conjunto con el dramaturgo Emilio Carballido, quien a su vez ha escrito sobre su obra. En 2002 ilustró el libro de Carballido titulado Venus-Quetzalcóatl y cinco cuentos.
En 1995 publicó un libro infantil titulado Cueva Pintada, editado por el Consejo Nacional para la Cultura y las Artes, en conjunto con el Centro Cultural Tijuana y Teléfonos del Noroeste. En él narra una leyenda alrededor de los registros pictográficos rupestres de Baja California, mismos que son objeto de las ilustraciones que la acompañan.

## Preocupaciones en torno a la mujer en su obra
Si bien esta artista no ha hecho explícito un posicionamiento feminista, en las diversas interpretaciones que se han hecho sobre su obra sobresalen aquellas que la vinculan a una preocupación por el cuerpo, la identidad y el poder femeninos. Para el historiador del arte Renato González Mello, por ejemplo, la producción entera de Marta Palau puede leerse como una reivindicación del deseo femenino.
Sus trabajos en torno a la Naualli, la figura femenina del chamán, se caracterizan por las hendiduras vaginales y las formas de vulva que fungen como símbolos de la magia y los poderes curativos de la guerrera, la bruja o la sacerdotisa.
Los materiales que emplea en este conjunto de obras, fibras vegetales, hojas y ramas secas, han sido interpretados como un vínculo con lo natural y lo sagrado.
Para González Mello, en Recinto de Shamanes (que en palabras de la artista “es como una gran vagina que representa la fertilidad”) se problematiza la relación entre el “afuera y el adentro”, descolocando e incomodando al espectador, como en su Ambientación Alquímica –que por cierto contiene simbologías referentes a lo masculino y lo femenino. En esa disputa una estructura con un “adentro” particular irrumpe en el espacio arquitectónico del museo y plantea una naturaleza familiar, interior, distinta a la naturaleza amenazadora que se opone a la razón masculina.

## Galería
Viernes 16 de mayo de 2014. Inauguración de la exposición "Tránsitos de Naulli" de Marta Palau en Évora, Portugal en el Forum Eugenio de Almeida. La artista Marta Palau sentada a la izquierda en silla de ruedas; dos salas con las esculturas que presentó en esa exhibición. 

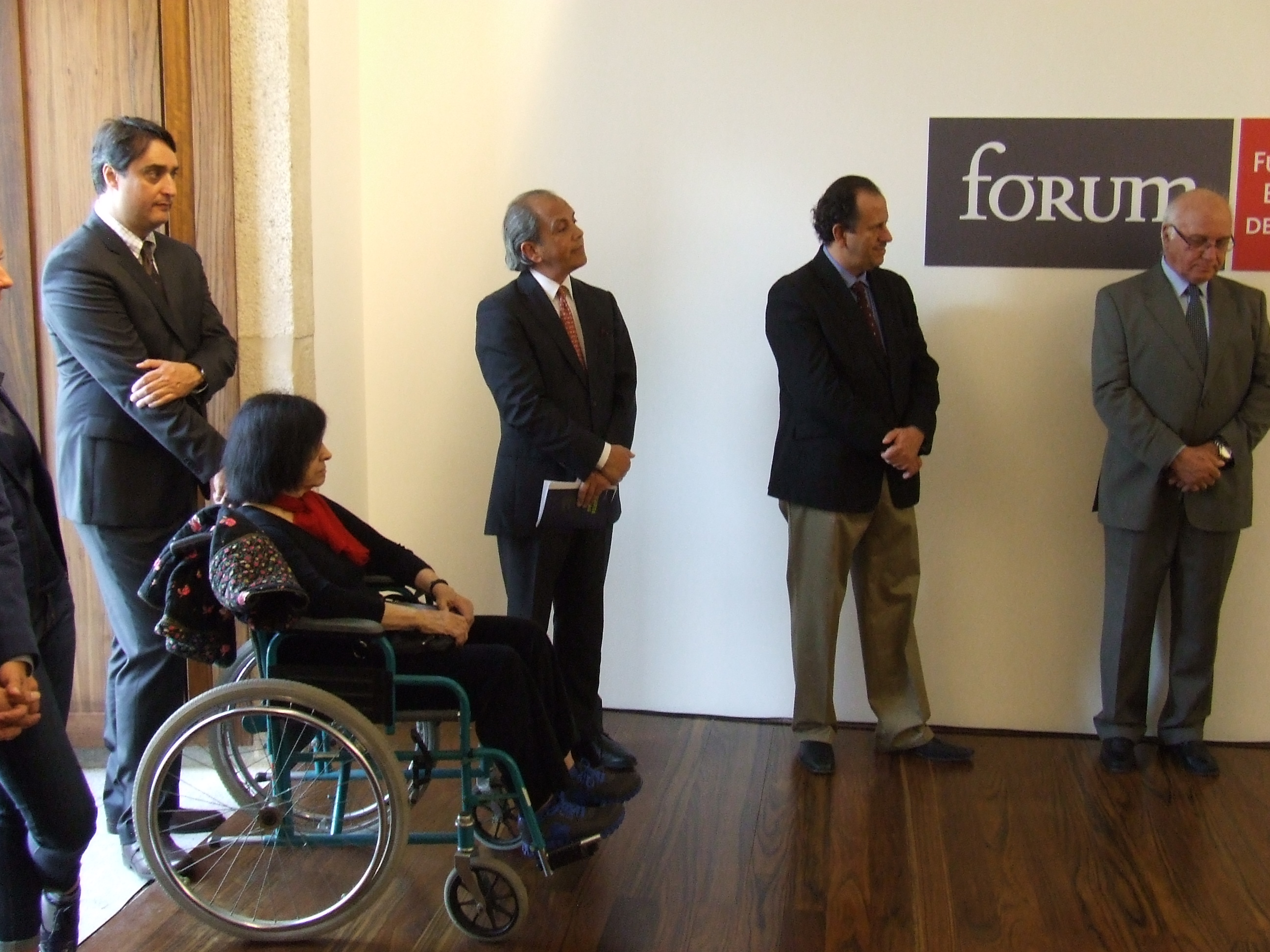
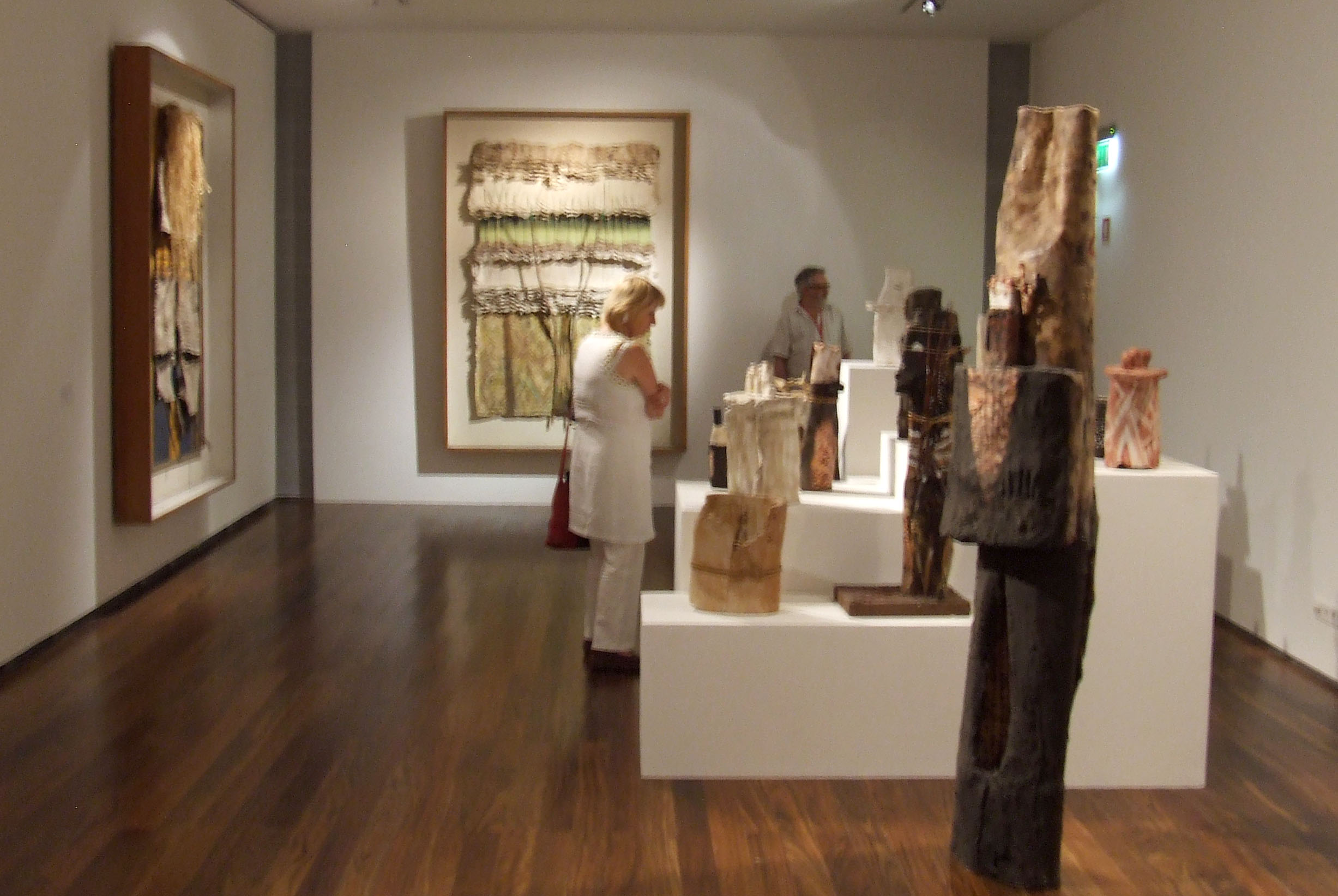
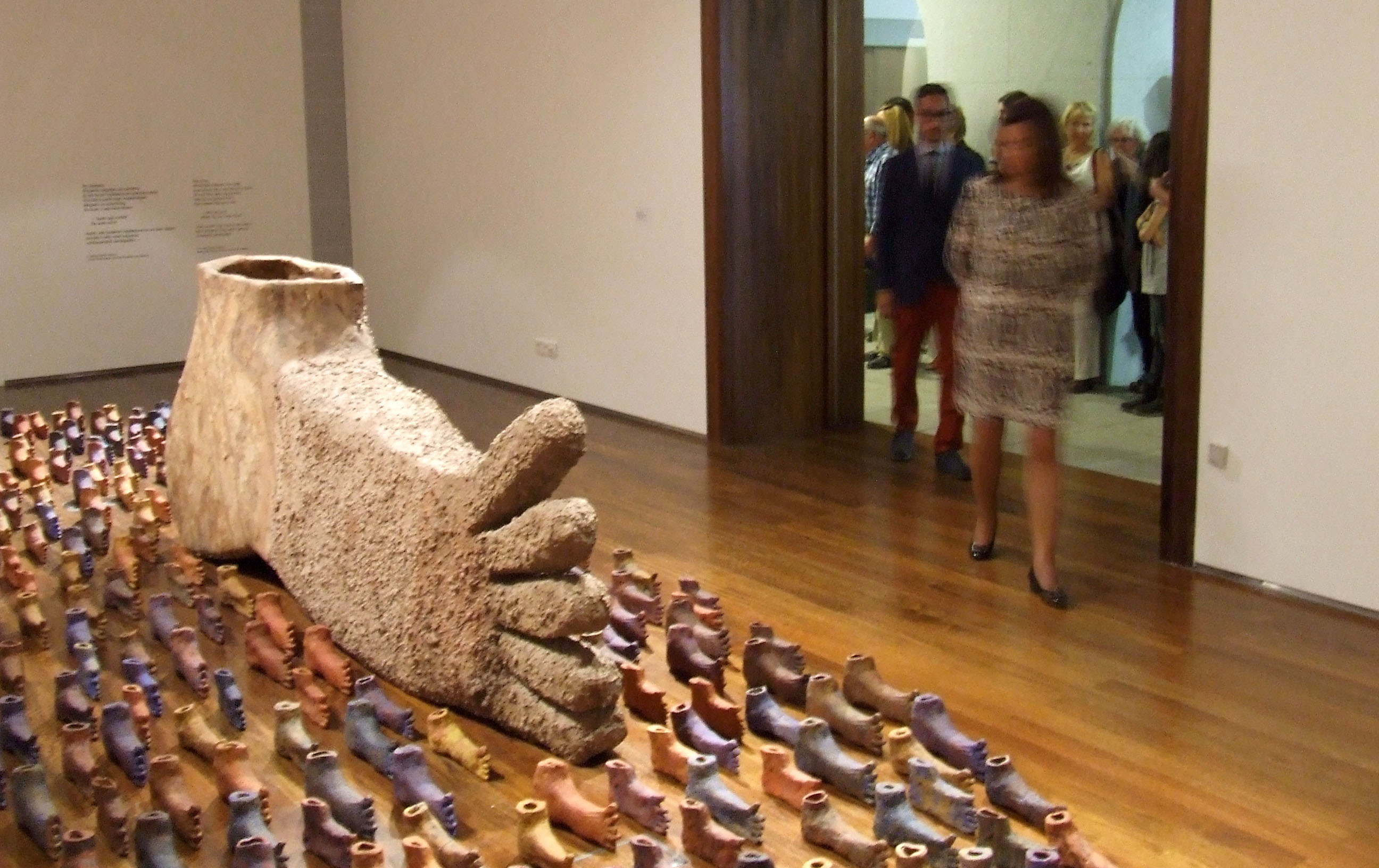